# 土耳其21歲以下國家足球隊
土耳其21歲以下國家足球隊（Türkiye 21 Yaş Altı Millî Futbol Takımı，簡稱土耳其U-21）是土耳其的21歲以下國家足球代表隊，由土耳其足球總會負責組織，參加每兩年舉辦一次的歐洲U-21足球錦標賽。

## 競賽歷史
土耳其U21自1978年首屆開始參加歐洲U-21足球錦標賽，直到2000年才首次晉級決賽週，於外圍賽以8戰4勝4和不敗戰績，壓倒德國取得小組首名。附加賽遭遇波蘭，首回合作客僅負1-2，次回合返回主場1-0小勝，以作客入球優惠取得首張決賽週入場劵。決賽週被編與義大利、英格蘭及主辦國斯洛伐克同組，結果3戰3敗，其中更以0-6大敗於英格蘭腳下，墊底成績提早出局。

### 歐青盃歷屆成績
| 年度   | 主辦國   | 冠軍     | 成績            |
| ------ | -------- | -------- | --------------- |
| 1978年 | 主客制   | 南斯拉夫 | 外圍賽出局      |
| 1980年 | 主客制   | 蘇聯     | 外圍賽出局      |
| 1982年 | 主客制   | 英格蘭   | 外圍賽出局      |
| 1984年 | 主客制   | 英格蘭   | 外圍賽出局      |
| 1986年 | 主客制   | 西班牙   | 外圍賽出局      |
| 1988年 | 主客制   | 法國     | 外圍賽出局      |
| 1990年 | 主客制   | 蘇聯     | 外圍賽出局      |
| 1992年 | 主客制   | 義大利   | 外圍賽出局      |
| 1994年 | 法國     | 義大利   | 外圍賽出局      |
| 1996年 | 西班牙   | 義大利   | 外圍賽出局      |
| 1998年 | 羅馬尼亞 | 西班牙   | 外圍賽出局      |
| 2000年 | 斯洛伐克 | 義大利   | 分組賽出局（1） |
| 2002年 | 瑞士     | 捷克     | 外圍賽出局      |
| 2004年 | 德国     | 義大利   | 外圍賽出局      |
| 2006年 | 葡萄牙   | 荷蘭     | 外圍賽出局      |
| 2007年 | 荷蘭     | 荷蘭     | 外圍賽出局      |
| 2009年 | 瑞典     | 德國     | 外圍賽出局      |
| 2011年 | 丹麦     |          |                 |

## 外部連結
- （英文）歐洲足協U21國家隊 （页面存档备份，存于）
- （英文）RSSSF：歐青賽全紀錄 （页面存档备份，存于）